# Sudbury Basin
Sudbury Basin je impaktní kráter, který se nachází v kanadské provincii Ontario. Jmenuje se podle města Greater Sudbury, ležícího na jeho okraji.
Sudbury Basin je druhým největším známým kráterem tohoto typu na zeměkouli po jihoafrickém kráteru Vredefort. Vznikl v proterozoiku zhruba před 1,8 miliardy let dopadem komety o průměru minimálně 10 kilometrů na území superkontinentu Nena. Prohlubeň měla původně průměr okolo 250 km a hloubku 15 km, geologické procesy později zmenšily její rozměr na ovál, který má 62 km na délku a 30 km na šířku. Na území kráteru se nachází magnetická anomálie a bohatá ložiska niklu, mědi a palladia.